# Museo Pedagógico Provincial de las Baleares
El Museo Pedagógico Provincial de Baleares fue una institución española creada en 1919 con el fin de proporcionar a los educadores recursos, herramientas y conocimientos útiles para difundir las nuevas propuestas pedagógicas.

## Creación del Museo e influencias
La creación en las Islas Baleares del Museo Pedagógico Provincial se liga a la figura de Joan Capó, que en 1919 era inspector de enseñanza primaria y, más tarde, fue inspector jefe. Fue él quien logró, bajo el patrocinio de la Diputación Provincial, la creación del museo. Fue dirigido por una comisión técnica integrada por Francesc Bello, Paula Cañellas, Joan Capó, Concepción Majano, Manuel Rueda y Bartomeu Terrades. La preocupación por la formación del profesorado fue una constante en los movimientos de renovación pedagógica de finales del XIX y principios del XX. A nivel nacional coincidieron en este aspecto personas como Manuel B. Cossio, Lorenzo Luzuriaga, Andrés Manjón, Pedro Poveda o Francisco Ferrer y Guardia. En 1882 se creó en España el Museo Pedagógico de Instrucción Primaria, que en 1894 cambió el nombre a Museo Pedagógico Nacional. Esta institución estaba inspirada en las ideas de la Institución Libre de Enseñanza y fue dirigida por MB Cossio hasta 1929, convirtiéndose en un centro activo de difusión de las nuevas ideas educativas y de introducción entre el profesorado las ideas renovadoras de la Escuela Nueva, que ya tenían una amplia difusión en toda Europa y Estados Unidos.

## Las actividades del Museo Pedagógico
El Museo se instaló en unas dependencias de la Casa de Misericordia, junto a las oficinas que ocupaba la inspección. Disponía de una extensa biblioteca y salas para actos, exposiciones y reuniones. Las exposiciones de trabajos escolares, como las de 1927 o 1930, perseguían el objetivo de dar a conocer una acción educativa innovadora fundamentada en el activismo, el interés y la relación de la escuela con la realidad. La influencia de la Escuela Nueva y del pedagogo belga Ovide Decroly sobre Joan Capó fue causa de la especial atención a las relaciones entre la escuela y el entorno cotidiano de los niños. En 1919 el Museo organizó cursos sobre la creación de campos de experimentación agraria y esto animó a los maestros a introducir campos agrícolas anexos a las escuelas. Entre otras actividades cabe destacar las conferencias y cursos de formación de los maestros, como el que tuvo lugar en 1919, distribuido entre Sinéu, Lluch y Felanich. Algunos de estos cursos y conferencias eran publicados por el Museo, que editaba una "Boletín Pegagógico". Publicó la revista "Magisterio Balear". En 1926, en sus instalaciones se reunió la asamblea de alcaldes y autoridades provinciales que propuso revisar la situación educativa de Baleares y solicitar medidas extraordinarias para corregir los enormes déficits existentes. En 1929 se crearon varios grupos de trabajo sobre: estudio del niño, educación de la mujer, arte, geografía e historia, ciencias de la naturaleza, trabajos manuales y bibliotecas y publicaciones. En 1933 se creó una sección de psiquiatría infantil bajo la dirección de Joan Ignasi Valentí.

## El fin de una trayectoria ejemplar
En 1933 se trasladó al edificio del Consulado del Mar. El advenimiento de la Dictadura del general Franco supuso la supresión del centro así como la destrucción de parte de los fondos bibliográficos. Los objetos y colecciones que guardaba el museo fueron dispersados y se han perdido. 
El Museo Pedagógico Provincial fue la referencia más importante de la historia educativa contemporánea en Baleares y una de las más notables experiencias de renovación educativa.